# Emiclaer
Emiclaer was een Nederlandse hoeve die een grote rol heeft gespeeld in de geschiedenis van de voormalige Utrechtse gemeente Hoogland. 

## Geschiedenis
Rond 1200 kreeg leenheer Adam van Lokhorst het gebied Emiclaer in leen van de Paulusabdij te Utrecht. De vroegste vermelding van de boerderij dateert uit 1282. Later, in het begin van de 19e eeuw zijn Emiclaer, Hoogland, Coelhorst en het waarschap Zeldert de gemeente Hoogland geworden. Daar werd in 1857 de gemeente Duist, De Haar en Zevenhuizen aan toegevoegd.
In de jaren 90 van de twintigste eeuw werd de naam Emiclaer gegeven aan het winkelcentrum van de toen gebouwde Amersfoortse wijk Kattenbroek. 